# Heinrich Dickerhoff
Heinrich Dickerhoff (* 10. Juni 1953 in Essen) ist ein deutscher Theologe, Pädagoge, Märchenerzähler, Autor und Herausgeber.

## Leben und Werk
Heinrich Dickerhoff studierte von 1972 bis 1978 an der Wilhelms-Universität Münster Katholische Theologie, Geschichte und Judaistik. Die Promotion folgte 1981. Seit etwa 1993 macht er sich als professioneller Märchenerzähler, Autor und Herausgeber von Märchen einen Namen. Darüber hinaus hält er regelmäßig Seminare über Theologie und Pädagogik, beziehungsweise Workshops über die Kunst des Märchenerzählens, wobei diese drei Themenkreise nicht selten fließend ineinander übergehen. Diese „Grenzverschwimmung“ kann auch als Kern seiner Herangehensweise den verschiedenen Themen gegenüber verstanden werden, sieht er diese doch als benachbarte, oder sich gar gegenseitig beeinflussende Elemente. Als Beispiel hierfür kann der Titel seiner Veröffentlichung Die Suche nach dem verborgenen Schatz: Mit Märchen nach Gott fragen (2009) verstanden werden.
Veröffentlichungen Dickerhoffs, Märchensammlungen und dergleichen, zeichnen sich häufig durch einen klar erkennbaren Fokus auf das Sprachliche der Texte aus. So sind, anders, als in vielen „üblichen“ Märchensammlungen, bei ihm häufig Hinweise zur Aussprache gewisser Namen, Ratschläge und Anmerkungen zur Erzählweise, möglichen Erzählanlässen, und dergleichen zu finden. Als Märchenerzähler widmet er sich insbesondere den nordischen und keltischen Märchen.
Heinrich Dickerhoff lebt mit seiner Familie in Cloppenburg.

## Funktionen und Ämter

### Ämter/berufliche Stationen
- 1978–2018: Dozent an der Katholischen Akademie Stapelfeld bei Cloppenburg[2]
- 2006–2018: Pädagogischer Direktor der Katholischen Akademie Stapelfeld
- 1995–2001: Vizepräsident der Europäischen Märchengesellschaft
- 2001–2012: Präsident der Europäischen Märchengesellschaft

## Veröffentlichungen (Auswahl)
- Wege ins Alte Testament – und zurück, Frankfurt am Main: Lang, 1983.
- Biblische Lebenskunde, Würzburg: Echter, 1986.
- Ich sehe dich in tausend Bildern, Würzburg: Echter, 1988.
- Dass wir Zärtlichkeit nicht gottlos nennen, Würzburg: Echter, 1989.
- Trau deiner Sehnsucht mehr als deiner Verzweiflung, Mainz: Matthias-Grünewald-Verlag, 2001.
- Traumhaus und Wolkenschloss, Krummwisch: Königsfurt, 2003.
- ... und webte etwas, das niemals stirbt (Hrsg.), Krummwisch: Königsfurt, 2004.
- Handbuch des Märchenerzählens (Hrsg.), Krummwisch: Königsfurt, 2005.
- Märchen im Hospiz, Wuppertal: Hospizverlag, 2007.
- Die Suche nach dem verborgenen Schatz: Mit Märchen nach Gott fragen, München: Claudius, 2009.